# Opera (stanice metra v Budapešti)

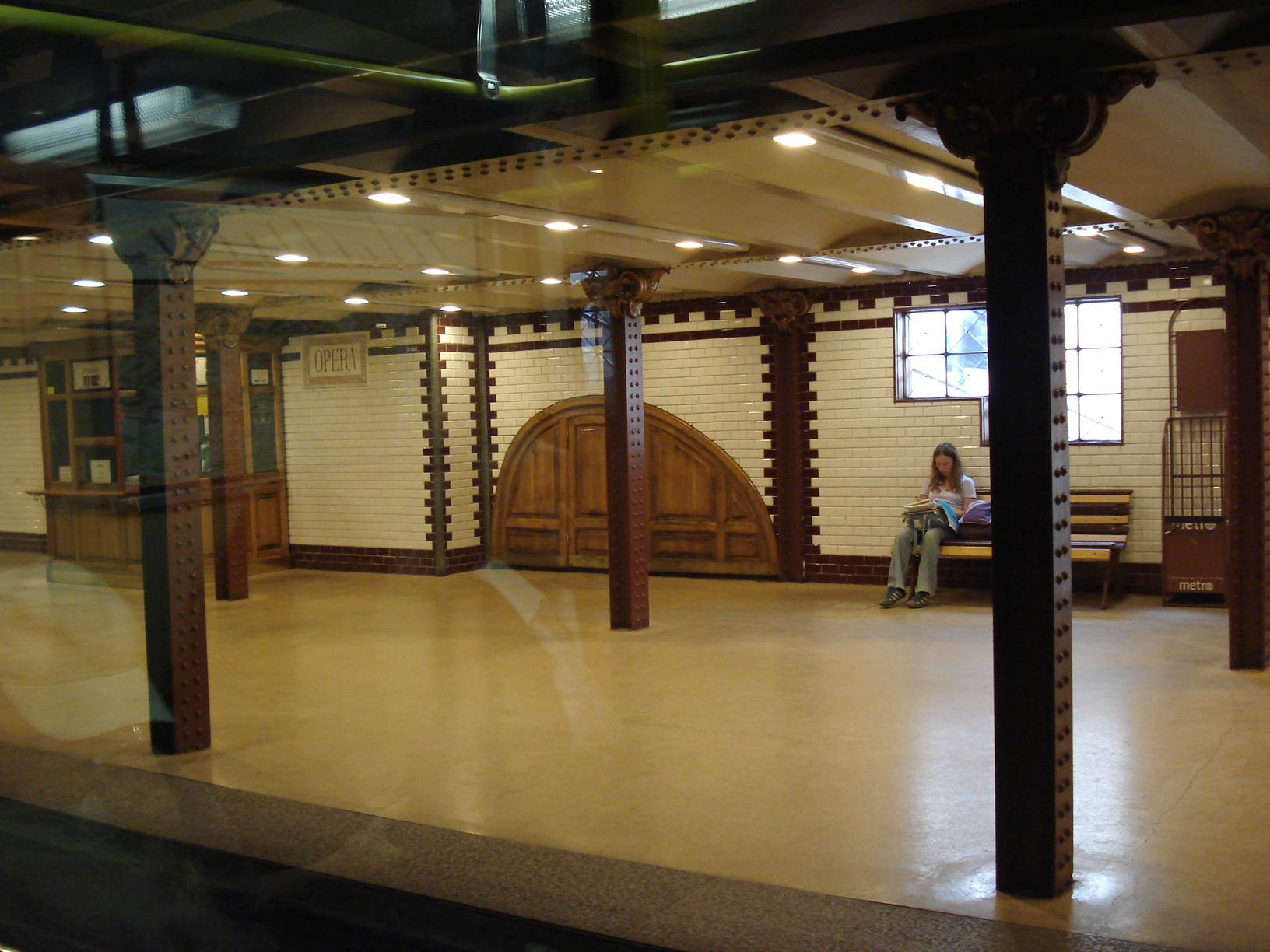
Stanice focená z vlaku

Opera je stanice linky M1 budapešťského metra. Byla otevřena veřejnosti v roce 1896. Název Opera je kvůli poloze stanice nedaleko budovy Maďarské národní opery. Je položena 3 metry pod zemí. Stanice je postavena ve stejném stylu, jako ostatní stanice na žluté lince M1.